# Едмондо де Амичис
Едмòндо де Амѝчис (на италиански: Edmondo De Amicis) е италиански писател, журналист и поет.
Той е известен като автор на романа „Сърце“, написан през 1886 г., по същото време като „Приключенията на Пинокио“ (1883) на Карло Колоди. Двете книги са се превърнали в едни от най-популярните италиански книги за деца.

## Биография и творчество

### Начални години
Едмондо де Амичис е роден в Онеля (днес част от град Империя), Северна Италия на 21 октомври 1846 г. Произхожда от богато семейство: баща му Франческо (1791 – 1863), генуезец от Централна Италия, е кралски банкер на соли и тютюн. Майка му, Тереза Бусети, родом от района на Алесандрия, е част от висшата буржоазия. Както неговата лигурийска къща (която по-късно става седалище на Финансовата полиция на Италия), така и тази в град Кунео (която по-късно се превръща във Военна казарма „Карл Емануил“, при бастионите на река Стура, с изглед към Монвизо), са големи и елегантни.
Когато е на 2 г., семейството му се премества в Пиемонт, първо в Кунео, където малкият Едмондо учи в началните училища и в лицей, след това в Торино, където посещава Колеж „Канделеро“.

### От войник до журналист
На 16 г. постъпва във Военен колеж „Канделеро“ в Торино, за да се подготви за приемните изпити във Военната академия в Модена, която посещава до лятото на 1865 г., завършвайки с чин „младши лейтенант“. През 1866 г. участва в битката при Кустоца, ставайки свидетел на италианското поражение.
След това става военен журналист, премества се във Флоренция, за да поеме ръководството на L'Italia militare, официалният орган на Министерството на отбраната. В този вестник той започва публикуването на военни скици, които след това са публикувани и в други вестници и накрая събрани в том под заглавието La vita militare („Военният живот“) от 1868 г. В следващо издание, на следващата година, той добавя скица-репортаж „Италианската армия по време на холерата от 1867 г.“, който мнозина тълкуват като автобиографичен документ, резултат от преживяване директно по време на епидемията, която удря особено Сицилия. Някои биографични речници и литературни текстове неправилно съобщават за престоя на Де Амичис в Сицилия през 1867 г., докато вместо това той отива там две години по-рано, през 1865 г., когато прави първия си военен гарнизон в Месина, заминавайки с полка си през април 1866 г. за участие във войната срещу Австрия. Той се завръща на острова едва през 1906 г. по покана на поета Марио Раписарди. Пътуването на де Амичис до Сицилия по време на холерата от 1867 г. е окончателно отречено по ясен и неоспорим начин от Пиеро Мели в статията му „Едмондо де Амичис и литературните призраци на холерата в Сицилия“.
Също като военен журналист, Де Амичис след това си сътрудничи с флорентинския вестник „Ла Национе“, за който пише статии преди всичко за превземането на Рим през 1870 г.
Напускайки армията, той пътува и пише различни пътеписни дневници: Spagna („Испания“) (1872), Riccordi di Londra („Спомени от Лондон“) (1873), Olanda („Холандия“) (1874), Marocco („Мароко“) (1876), Constantinopoli („Константинопол“) (1878/1879), Ricordi di Parigi („Спомени от Париж“) (1878 – 1878). Пътуването до Аржентина е важно, разказано в романа Sull'Oceano („За океана“) и в поредица от скици, посветени на италианските емигранти, по-късно събрани в тома In America („В Америка“).

### Пинероло
От около 1877 г. Де Амичис се установява в Пиемонт, пътувайки между къщата си в Торино и тази в Пинероло (около 40 км от Торино), особено през летните месеци, в елегантната вила D'Aquiland, по-късно наречена вила „Акузани“ и след това наречена „Грациозната“ (La Graziosa), на ул. „Габото“ в квартал „Сан Маурицио“. Тук той пише Alle porte d'Italia („Пред вратите на Италия“), посветен на града и околните територии на Валденската долина (пример за всички: главата Le termopili valdesi, поставена в района на Gheisa d'la tana на Ангроня). През 1884 г. град Пинероло му дава почетно гражданство с диплом от 4 април.

### „Сърце“
От около 1884 г. писателят живее постоянно в своето жилище-ателие в Торино, в Палат „Перини“ на площад „Сан Мартино“ 1 (днешен площад „XVIII декември“) пред старата жп гара „Порта Суза“, където има паметна плоча. Тук Де Амичис пише (вдъхновен от училищния живот на синовете си Фурио и Уго) това, което е считано за най-великото му произведение.
Всъщност, публикувана за първи път на 18 октомври 1886 г. (първия учебен ден на същата година) като детска книга, миланското издателство „Тревес“ издава „Сърце“ – колекция от епизоди, чието действие се развива сред съученици от начален клас в Торино, идващи от различни региони и изградени като литературна измислица от дневник на хипотетично момче, разказвачът Енрико Ботини. Романът незабавно пожънва такъв успех, че за няколко месеца имаше четиридесет различни вида издания и десетки преводи на чужди езици.
Книгата е със силно образователно-педагогическо естество (заедно с италианския успех на „Приключенията на Пинокио“ на Карло Колоди само три години по-рано), високо оценена, защото е богата на морални идеи за емоционалните (оттук и заглавието) и патриотичните митове на Рисорджименто. Той обаче е широко критикуван от католиците за пълното отсъствие на религиозни традиции (децата на „Сърце“ дори не празнуват Коледа), политическо огледало на горчивите противоречия между Кралство Италия и папа Пий IX след превземането на Рим през 1870 г.
От 1889 г. Де Амичис се доближава до социализма, докато не се присъединява напълно към него през 1896 г. Тази промяна на посоката е видима в по-късните му творби, в които той обръща голямо внимание на трудните условия на най-бедните социални групи, преодолявайки националистическите идеи, вдъхновили „Сърце“. Приятел на Филипо Турати, той сътрудничи на вестници, свързани със Социалистическата партия, като „Социална критика“ и „Класова борба“.
Неговото посвещение в масонството не се счита за сигурно от някои историци, докато други го смятат за посветен в ложата „Конкордия“ в Монтевидео, председателствана от Д. Триани, вероятно подчинена на Великата ложа на Уругвай. През 1895 г. самият Де Амичис произнася масонския поздрав към Джовани Бовио от Торино по повод театралното представяне на драмата „Свети Павел“, на свой ред изпълнена от друг масон, актьорът Джовани Емануел. В това отношение някои критици твърдят, че „Сърце“ е книга със силно масонско вдъхновение, където католицизмът на италианците е заменен със светската религия на родината, църквата – с държавата, вярващите – с гражданите, Десетте Божи заповеди – с кодексите, Евангелието – с Албертиновия устав, мъчениците – с героите.
След успеха на „Сърце“ следват други книги, като гореспоменатата Sull'Oceano (1889), която разказва за условията на много от бедните италиански емигранти в Америка, последвана от Il romanzo di un maestro („Романът на един учител“) (1890), откъдето е взета през 1959 г. едноименната телевизионна драма, Amore e ginnastica („Любов и гимнастика“) (1892), от която е взет едноименният филм, La maestrina degli operai („Учителката на работниците“) (1895) и La carrozza di tutti („Каляската на всички“) (1899) – портрет на града на Торино, гледан от трамвай.
След това той отново пише за „Викът на народа на Торино“ множество статии от социалистическо вдъхновение, събрани по-късно в книгата Questione sociale („Социален въпрос“) (1894).

### Последни години
Последните няколко години са натъжени както от смъртта на майка му Тереза, към която писателят е много привързан, така и от постоянните разногласия със съпругата му Тереза Боаси, за която се жени през 1875 г. Те често избухват между двамата като разгорещени кавги, които вероятно допринасят за самоубийството на най-големия син Фурио. Той се застрелва през ноември 1898 г. на пейка в парка Валентино. Другият му син, Уго, се оттегля в уединението на планинските разходки. Тези фатални събития не само карат писателя да се премести от Пиаца „Сан Мартино“ в току-що завършено малко студио на ул. „Пиетро Мика“ 10, но няколко години по-късно напуска Торино завинаги.
През 1903 г., по повод избирането му за член на Академия „Круска“, той остава за кратко в града на младостта си Флоренция. През 1906 г. се завръща в Катания, за да посети своя колега, писател и бивш другар Марио Раписарди, представяйки си срещата като тази на: „Двама стари войници, покрити с белези, след дълга война, водена под едно знаме“.
Министър Виторио Емануеле Орландо го призова, заедно с Антонио Фогацаро, да бъде част от Висшия съвет по образованието.
Последните му творби са „Гениалният идиом“ (L'idioma gentile) (1905), след това Ricordi d'un viaggio in Sicilia („Спомени от пътуване до Сицилия“) и Nuovi ritratti letterari e artistici („Нови литературни и художествени портрети“), последните две малко преди смъртта му.
През 1908 г., по време на престой в Бордигера, той получава мозъчен кръвоизлив и умира в стаята на тогавашния хотел „Реджина“ на ул. „Виторио Венето“ 34, избран от писателя, защото поетът Джордж Макдоналд живее там няколко години по-рано и основава литературния център „Каза Кораджо“, където две възпоменателни плочи отбелязват и двамата. Според последното му желание тялото му незабавно е преместено и погребано в семейната гробница в Монументалното гробище на Торино.

### След смъртта му
Единственият му останал син, Уго, става адвокат и също така скромен писател. Той се жени за Витория Бонифети, но нямат деца. Умира през 1962 г., а съпругата му – през 1971 г. Забележителното наследство на Де Амичис (повече от 2 млрд. лири), което трябва да бъде предназначено както за Община Торино, така и за стипендии за бедни студенти, мистериозно изчезва от текущите сметки в края на 60-те г., задействайки съдебни дела.
В края на 20 век много от произведенията на Де Амичис са преоценени, като се започне с изучаването на произведенията, засенчени от успеха на „Сърце“. След като Итало Калвино преиздава разказа „Любов и гимнастика“, различни критични изследвания изследват писанията на това, което е наречено „Другият Де Амичис“.
През 2011 г. Алиталия му посвещава един от своите еърбъсове – A320-216 (EI-DSD).

## Произведения
- L'esercito italiano durante il colera del 1868 , Milano, Bernardoni, 1869
- La vita militare. Bozzetti, Milano, Treves, 1868
Кармела, изд. „Ал. Паскалев и сие“, 1919 (един от разказите в книгата)[19]
- Racconti militari. Libro di lettura ad uso delle scuole dell'esercito, Firenze, Le Monnier, 1869
- Impressioni di Roma, Firenze, Faverio, 1870
- Spagna, Milano, Cerveteri, 1871; Firenze, Barbera, 1873
- Pagine sparse, Milano, Tipografia editrice lombarda, 1874; 1876
- Novelle, Firenze, Le Monnier, 1872; Milano, Treves, 1878
„Крепост“, сп. Худож. култура, 1912 (част от сборника)[19]
- Ricordi del 1870-71, Firenze, Barbera, 1872
- Ricordi di Londra, Milano, Treves, 1874
- Olanda, Firenze, Barbera, 1874
- Marocco, Milano, Treves, 1876
- Costantinopoli, Milano, Treves, 1877
Истанбул, изд. „Прозорец“, 2011[19]
- Ricordi di Parigi, Milano, Treves, 1879
- Gli effetti psicologici del vino, Torino, Loescher, 1881
- Ritratti letterari, Milano, Treves, 1881
- Poesie, Milano, Treves, 1881
- Gli amici, Milano, Treves, 1883
- Alle porte d'Italia, Roma, Sommaruga, 1884
- Cuore. Libro per i ragazzi, Milano, Treves, 1886
Сърце, изд. „Ангел Тодоров“, 1957, изд. „Народна младеж„ 1967, изд. „Пан“, 1996; Сърце: Дневникът на един ученик, изд „Хемус, 1920, изд. „Прометей“, 1947, изд. „Народна младеж“, 1965, 1969, 1972, 1978, изд. „Златоструй Еркюл“, 1992; Дневникът на един ученик: Сиоче, книж. „Олчев“, 1906; Дневникът на един ученик, книж. „Д. Гълъбов“, 1895, изд. „Т. П. Джамджиев“, 1908, „Иван Игнатов“, 1929; изд. „Хемус“, 1933, 1946;[19]
части от романа: „Корабокрушение“, изд. „Казанлъшка долина“, 1933, „Малкият ломбардски часовой“, сп. „Нова Бѫлгария“ (2, 7);[20] „От Апенините до Андите“, Хемус, 1919 и Лъч, 1946, „Флорентинското писарче“, Г. Жечев, [1942], „Буря в морето“, в: Коледни разкази (колективен сборник), изд. „Ал. Паскалев и сие“ (1918)[19] и в сп. „Нова Бѫлгария“ (4, 1),[20] Малкият прислужник, изд. „Хемус“, 1931.
- Sull'oceano, Milano, Treves, 1889
Il romanzo d'un maestro, Milano, Treves, 1890
- Il vino, Milano, Treves, 1890
- Osservazioni sulla questione sociale. Conferenza detta la sera di giovedì 11 febbraio 1892 all'Associazione universitaria torinese, Torino, Roux, 1892
По социалния въпросъ, изд. „П. Мутафов“, 1894, 1896.
- Fra scuola e casa. Bozzetti e racconti, Milano, Treves, 1892
- Amore e ginnastica, 1892
- Questione sociale, 1894
- Coraggio e costanza. Il viaggiatore Carlo Piaggia, Torino, Paravia, 1895 (1878)
- Ai fanciulli irredenti. Padri e figli, Milano, Morosini, 1895
- Ai ragazzi. Discorsi, Milano, Treves, 1895
- La maestrina degli operai, 1895
Учителката на работниците, София, 1918 (липсва краят)[19]
- La lettera anonima, Milano, Treves, 1896
- Il 1º maggio. Discorso tenuto all'Associazione generale degli operai la sera del 1º maggio 1896, Torino, Libreria editrice socialista del Grido del popolo, 1896
- Ai nemici del socialismo, Novara, Repetto, 1896
- Collaboratori del socialismo; Compagno, Milano, Morosoni, 1896
- Nel campo nemico. Lettera a un giovane operaio Socialista, Firenze, Tip. Cooperativa, 1896
- Pensieri e sentimenti di un socialista, Pavia, Tipografia e legatoria cooperativa, 1896
- Socialismo e patria, Milano, Monti, 1896
- Per l'idea. Bozzetti, Novara, Repetto, 1897
- Gli azzurri e i rossi, Torino, Casanova, 1897
- Il socialismo e l'eguaglianza, Diano Marina, Tip. artistica, 1897
- Il socialismo in famiglia. La causa dei disperati, Milano, Ramperti, 1897
- In America, Roma, Voghera, 1897
- Le tre capitali. Torino, Firenze, Roma, Catania, Giannotta, 1898
- La carrozza di tutti, Milano, Treves, 1899
- Lotte civili, Firenze, Nerbini, 1899
- Consigli e moniti, Firenze, Nerbini, 1900
- Memorie, Milano, Treves, 1900
- Il mio ultimo amico, Palermo, Biondo, 1900
- Speranze e glorie. Discorsi, Catania, Giannotta, 1900
- A una signora. Lettera aperta, Firenze, Nerbini, 1902
- Capo d'anno. Pagine parlate, Milano, Treves, 1902
- Nel giardino della follia, Livorno, Belforte, 1902
- Un salotto fiorentino del secolo scorso, Firenze, Barbera, 1902
- Una tempesta in famiglia. Frammento, Valenza, Battezzati, 1904
- Nel regno del Cervino. Nuovi bozzetti e racconti, Milano, Treves, 1905
- L'idioma gentile, Milano, Treves, 1905
- Pagine allegre, Milano, Treves, 1906
- Nel regno dell'amore, Milano, Treves, 1907
- Compagnina. Scenette scritte per essere recitate dai bimbi, Torino, Tip. Cooperativa, 1907
- Per la bellezza di un ideale, Iesi, Tip. Flori, 1907
- Ricordi d'un viaggio in Sicilia, Catania, Giannotta, 1908
- Ultime pagine di Edmondo De Amicis

I, Nuovi ritratti letterari e artistici, Milano, Treves, 1908
II, Nuovi racconti e bozzetti, Milano, Treves, 1908
III, Cinematografo cerebrale. Bozzetti umoristici e letterari, Milano, Treves, 1909
- Primo maggio, Milano, Garzanti, 1980
- La piccola vedetta lombarda, илюстрации на Paolo d'Altan, Novara, Interlinea edizioni, 2011
„Малкият ломбардски часовой“, сп. „Нова Бѫлгария“ (2, 7)[20] (също и част от романа „Сърце“)
- Riccordi di Natale, Fondazione Giangiacomo Feltrinelli, 2012
- Émile Zola. L'uomo, il polemista, lo scrittore, Roma, Ecra, 2019
„Емил Зола“, сп. „Библиотекар“, 1907, сп. „Библиотека“, 1908.
- Alfonso Daudet, in Ritratti letterari, Milano, Treves, 1881
„Алфонс Доде (из животописния и литературен очерк)“, сп. Нова Бѫлгария (1, притурка)[20], сп. „Библиотекар“, 1907, сп. „Библиотека“, 1908.